# Rejectaria niciasalis
Rejectaria niciasalis là một loài bướm đêm trong họ Noctuidae.